# 北贾璧乡
北贾璧乡，又称北贾壁乡，是中华人民共和国河北省邯郸市磁县下辖的一个乡镇级行政单位。

## 行政区划
北贾璧乡下辖以下地区：
北贾壁村、岗西村、西上庄村、西庄村、双合村、新华村、中贾壁村、南贾壁村、青碗河村、大红脑村、南峧村、杨家峧村、北峧村、柳树池村、柴庄村、杨家堂村、水峪村、田家庄村、周庄村、大湾村、巩庄村、岩家峪村、前天濠村、后天濠村和西苗庄村。

## 中国传统村落
- 北贾壁村
- 西苗庄村
- 双和村
- 岗西村